# Campeonato Mundial de Natação em Piscina Curta de 2012 - 100 m costas masculino
A prova dos 100 metros nado costas masculino do Campeonato Mundial de Natação em Piscina Curta de 2012 foi disputado entre 12 e 13 de dezembro em Istambul  na Turquia.

## Recordes
Antes desta competição, os recordes mundiais e do campeonato nesta prova eram os seguintes:
|    | Nome             | Nacionalidade  | Tempo | Local      | Data                   |
| -- | ---------------- | -------------- | ----- | ---------- | ---------------------- |
| WR | Nick Thoman      | Estados Unidos | 48.94 | Manchester | 18 de dezembro de 2009 |
| CR | Stanislav Donets | Rússia         | 48.95 | Dubai      | 19 de dezembro de 2010 |

## Medalhistas
| Ouro               | Prata                  | Bronze                |
| Matt Grevers (USA) | Stanislav Donets (RUS) | Guilherme Guido (BRA) |

## Resultados

### Eliminatórias
As eliminatórias ocorreram dia 12 de dezembro.  
| Colocação | Bateria | Raia | Nome                             | Tempo   | Notas |
| --------- | ------- | ---- | -------------------------------- | ------- | ----- |
| 1         | 5       | 4    | Robert Hurley (AUS)              | 50.22   | Q     |
| 2         | 6       | 4    | Matt Grevers (USA)               | 50.55   | Q     |
| 3         | 7       | 4    | Stanislav Donets (RUS)           | 50.83   | Q     |
| 4         | 6       | 5    | Guilherme Guido (BRA)            | 51.14   | Q     |
| 5         | 5       | 5    | Aschwin Wildeboer Faber (ESP)    | 51.19   | Q     |
| 5         | 7       | 3    | Ashley Delaney (AUS)             | 51.19   | Q     |
| 7         | 4       | 6    | Guy Barnea (ISR)                 | 51.30   | Q, NR |
| 8         | 6       | 3    | Kosuke Hagino (JPN)              | 51.40   | Q     |
| 9         | 7       | 6    | Pavel Sankovich (BLR)            | 51.48   | Q     |
| 10        | 7       | 5    | Radosław Kawęcki (POL)           | 51.51   | Q     |
| 11        | 6       | 2    | Péter Bernek (HUN)               | 51.55   | Q     |
| 12        | 7       | 7    | Iskender Baslakov (TUR)          | 51.56   | Q     |
| 13        | 6       | 6    | Damiano Lestingi (ITA)           | 51.58   | Q     |
| 14        | 7       | 2    | Christian Diener (GER)           | 51.61   | Q     |
| 15        | 6       | 7    | Mirco Di Tora (ITA)              | 51.69   | Q     |
| 16        | 5       | 2    | Cheng Feiyi (CHN)                | 51.70   | Q     |
| 17        | 7       | 8    | Jonatan Kopelev (ISR)            | 51.82   |       |
| 18        | 5       | 6    | Daniel Orzechowski (BRA)         | 51.89   |       |
| 19        | 5       | 3    | Yuki Shirai (JPN)                | 51.99   |       |
| 20        | 6       | 8    | Darren Murray (RSA)              | 52.09   |       |
| 21        | 7       | 0    | Chris Walker-Hebborn (GBR)       | 52.11   |       |
| 22        | 1       | 1    | Alexandr Tarabrin (KAZ)          | 52.17   |       |
| 23        | 5       | 8    | Ben Hesen (USA)                  | 52.19   |       |
| 24        | 1       | 8    | Xu Jiayu (CHN)                   | 52.21   |       |
| 25        | 7       | 1    | Andrei Shabasov (RUS)            | 52.22   |       |
| 26        | 5       | 1    | Corey Main (NZL)                 | 52.60   |       |
| 27        | 6       | 1    | Lavrans Solli (NOR)              | 52.66   |       |
| 28        | 5       | 7    | Alexis Santos (POR)              | 52.74   |       |
| 29        | 5       | 0    | Tomasz Polewka (POL)             | 53.03   |       |
| 30        | 6       | 0    | Dorian Gandin (FRA)              | 53.35   |       |
| 31        | 6       | 9    | Güven Duvan (TUR)                | 53.45   |       |
| 32        | 4       | 4    | Garth Tune (RSA)                 | 53.68   |       |
| 33        | 4       | 2    | Martin Zhelev (BUL)              | 53.89   | NR    |
| 34        | 4       | 9    | Charles Hockin Brusquetti (PAR)  | 54.00   |       |
| 35        | 5       | 9    | Lukas Räuftlin (SUI)             | 54.08   |       |
| 36        | 4       | 5    | Quah Zheng Wen (SIN)             | 54.70   | NR    |
| 37        | 7       | 9    | Gábor Balog (HUN)                | 54.74   |       |
| 38        | 4       | 7    | Jake Tapp (CAN)                  | 54.96   |       |
| 39        | 4       | 0    | Danas Rapšys (LTU)               | 55.08   |       |
| 40        | 3       | 5    | Armando Barrera Aira (CUB)       | 55.15   |       |
| 41        | 4       | 3    | Ng Kai Wee Rainer (SIN)          | 55.20   |       |
| 42        | 4       | 8    | Rostislav Kubicky (SVK)          | 55.22   |       |
| 43        | 3       | 4    | Timothy Wynter (JAM)             | 55.55   |       |
| 44        | 3       | 3    | Jean Luis Gómez (DOM)            | 55.64   | NR    |
| 45        | 3       | 9    | Awse Ma'aya (JOR)                | 56.16   |       |
| 46        | 3       | 7    | Boris Kirillov (AZE)             | 56.32   |       |
| 47        | 3       | 6    | Yeziel Morales (PUR)             | 56.95   |       |
| 48        | 2       | 4    | Ngou Pok Man (MAC)               | 57.19   |       |
| 49        | 3       | 1    | Jamal Chavoshifar (IRI)          | 58.26   |       |
| 50        | 3       | 0    | Rohit Imoliya (IND)              | 58.96   |       |
| 51        | 2       | 3    | Roy Barahona (HON)               | 59.15   |       |
| 52        | 2       | 1    | Samson Opuakpo (NGR)             | 59.17   |       |
| 53        | 3       | 2    | Mohammed Al-Ghafri (UAE)         | 59.50   |       |
| 54        | 3       | 8    | Nicholas Coard (GRN)             | 59.82   |       |
| 55        | 2       | 2    | David van der Colff (BOT)        | 1:00.28 |       |
| 56        | 2       | 6    | Sio Kin Hei (MAC)                | 1:01.34 |       |
| 57        | 2       | 7    | Pablo Feo (AND)                  | 1:01.65 |       |
| 58        | 2       | 8    | Erdenemunkh Demuul (MGL)         | 1:02.08 |       |
| 59        | 2       | 5    | Rahul Monal Chokshi (IND)        | 1:02.73 |       |
| 60        | 2       | 9    | Hilal Hemed Hilal (TAN)          | 1:05.37 |       |
| 61        | 2       | 0    | Faraj Farhan (BHR)               | 1:06.85 |       |
| 62        | 1       | 4    | Brandon Schuster (SAM)           | 1:09.34 |       |
| 63        | 1       | 5    | Storm Halbich (VIN)              | 1:21.02 |       |
| 64        | 1       | 3    | Nikolas Sylvester (VIN)          | 1:25.77 |       |
| 65        | 4       | 1    | Daniel Ramirez Carranza (MEX)    | DSQ     |       |
| 65        | 1       | 6    | Rhudi Ayi Mensah Quaye (GHA)     | DNS     |       |
| 65        | 1       | 7    | Luis Rafael Rojas Martinez (VEN) | DNS     |       |

### Semifinal
A semifinal  ocorreu dia 12 de dezembro.
| Colocação | Bateria | Raia | Nome                    | Nacionalidade  | Tempo | Notas |
| --------- | ------- | ---- | ----------------------- | -------------- | ----- | ----- |
| 1         | 2       | 5    | Stanislav Donets        | Rússia         | 49.98 | Q     |
| 2         | 1       | 4    | Matt Grevers            | Estados Unidos | 50.24 | Q     |
| 3         | 1       | 3    | Ashley Delaney          | Austrália      | 50.66 | Q     |
| 4         | 2       | 4    | Robert Hurley           | Austrália      | 50.70 | Q     |
| 5         | 1       | 7    | Iskender Baslakov       | Turquia        | 50.77 | Q, NR |
| 6         | 1       | 2    | Radosław Kawęcki        | Polónia        | 50.88 | Q     |
| 7         | 1       | 5    | Guilherme Guido         | Brasil         | 50.98 | Q     |
| 8         | 1       | 1    | Christian Diener        | Alemanha       | 51.06 | Q     |
| 9         | 2       | 6    | Guy Barnea              | Israel         | 51.12 | NR    |
| 10        | 2       | 3    | Aschwin Wildeboer Faber | Espanha        | 51.16 |       |
| 11        | 2       | 7    | Péter Bernek            | Hungria        | 51.42 |       |
| 12        | 1       | 8    | Cheng Feiyi             | China          | 51.43 |       |
| 13        | 2       | 2    | Pavel Sankovich         | Bielorrússia   | 51.47 |       |
| 13        | 2       | 8    | Mirco Di Tora           | Itália         | 51.47 |       |
| 15        | 1       | 6    | Kosuke Hagino           | Japão          | 51.56 |       |
| 16        | 2       | 1    | Damiano Lestingi        | Itália         | 51.63 |       |

### Final
A final teve sua disputa realizada em 13 de dezembro. 
| Colocação         | Raia | Nome              | Nacionalidade  | Tempo | Notas |
| ----------------- | ---- | ----------------- | -------------- | ----- | ----- |
| Medalha de ouro   | 5    | Matt Grevers      | Estados Unidos | 49.89 |       |
| Medalha de prata  | 4    | Stanislav Donets  | Rússia         | 49.91 |       |
| Medalha de bronze | 1    | Guilherme Guido   | Brasil         | 50.50 |       |
| 4                 | 3    | Ashley Delaney    | Austrália      | 50.61 |       |
| 5                 | 6    | Robert Hurley     | Austrália      | 50.63 |       |
| 6                 | 7    | Radosław Kawęcki  | Polónia        | 50.75 |       |
| 7                 | 2    | Iskender Baslakov | Turquia        | 50.76 | NR    |
| 8                 | 8    | Christian Diener  | Alemanha       | 51.27 |       |

Legenda
| Recorde mundial       | Recorde mundial (World record)               |                       | Recorde africano                      | Recorde africano (African) |                                           | Q | Classificado por posição (Qualified) |
| Recorde do campeonato | Recorde do campeonato (Championship record)  | Recorde da América    | Recorde da América (Americas)         | q                          | Classificado por melhor tempo (Qualified) |   |                                      |
| Melhor marca do ano   | Melhor marca do ano (World leading)          | Recorde asiático      | Recorde asiático (Asian)              | DNS                        | Não largou (Did not start)                |   |                                      |
| Recorde nacional      | Recorde nacional (National record)           | Recorde europeu       | Recorde europeu (European)            | DNF                        | Não terminou (Did not finish)             |   |                                      |
| Recorde pessoal       | Recorde pessoal do atleta (Personal best)    | Recorde da Oceania    | Recorde da Oceania (Oceania)          | DSQ / DQ                   | Desclassificado (Disqualified)            |   |                                      |
| Recorde da temporada  | Recorde da temporada do atleta (Season best) | Recorde sul-americano | Recorde sul-americano (South America) | NM                         | Sem marca (No mark)                       |   |                                      |